# تونل (کتاب)
تونل (به اسپانیایی: El túnel‎) رمان روانشناسانه و تاریک در مورد نقاشی بوئنس آیرسی پریشانی به نام خوان پابلو کاستل، و افکار وسواس‌گونه او دربارهٔ یک زن است، که توسط نویسنده آرژانتینی ارنستو ساباتو نوشته شده‌است. نام داستان نمادی از انزوای عاطفی و جسمی کاستل از جامعه است که در حین تعریف کردن رشته حوادثی که در نهایت به قتل تنها آدمی که او را می‌فهمید منجر می‌شود، نمایان‌تر می‌شود. تونل که داستانی با مضامین وجودی عمیق است، پس از انتشار در سال ۱۹۴۸، مورد حمایت مشتاقانه آلبرت کامو و گراهام گرین قرار گرفت.

## ترجمه فارسی
- تونل، مترجم: مصطفی مفیدی. نشر نیلوفر، ۱۳۸۶، شابک :۹۷۸–۹۶۴۴۴۸۲۹۵۳

## اقتباس‌های سینمایی
- تونل (۱۹۵۲)، به کارگردانی لئون کلیمووسکی، با بازی لورا هیلداگو و کارلوس تامپسون.[۳]
- تونل (۱۹۷۷، فیلم تلویزیونی)، به کارگردانی خوزه لوئیس کوئردا[۴]
- تونل (۱۹۸۸) به کارگردانی آنتونیو دروو، با بازی جین سیمور و پیتر ولر.[۵]
- وسوسه مارتین (۱۹۹۰)، به کارگردانی الکساندر پین. اقتباسی کمیک از تونل برای پروژه تز مدرسه فیلم او.